# Popivka, Karlivka
Popivka (în ucraineană Попівка) este o comună în raionul Karlivka, regiunea Poltava, Ucraina, formată numai din satul de reședință.

## Demografie
Componența lingvistică a comunei Popivka
     Ucraineană (96,49%)
     Rusă (2,5%)
     Alte limbi (0,3%)
Conform recensământului din 2001, majoritatea populației comunei Popivka era vorbitoare de ucraineană (96,49%), existând în minoritate și vorbitori de rusă (2,5%).